# Astroloba
Astroloba (lat. Astroloba), rod trajnica iz porodice čepljezovki. Postoji deset priznatih vrsta sukulentnih hamefita i hemikrtiptrtofita a svi su južnoafrički endemi,

## Vrste
1. Astroloba bullulata (Jacq.) Uitewaal
2. Astroloba congesta (Salm-Dyck) Uitewaal
3. Astroloba corrugata N.L.Mey. & Gideon F.Sm.
4. Astroloba cremnophila van Jaarsv.
5. Astroloba foliolosa (Haw.) Uitewaal
6. Astroloba herrei Uitewaal
7. Astroloba pentagona (Haw.) Uitewaal (="hallii" nom. nud.)
8. Astroloba robusta P.Reinecke ex Molteno, van Jaarsv. & Gideon F.Sm.
9. Astroloba rubriflora (L.Bolus) Gideon F.Sm. & J.C.Manning
10. Astroloba spiralis (L.) Uitewaal
11. Astroloba spirella (Haw.) Molteno & Gideon F.Sm. (="smutsiana" nom. nud.)
12. Astroloba tenax Molteno, van Jaarsv. & Gideon F.Sm.